# Народжуваність в Україні

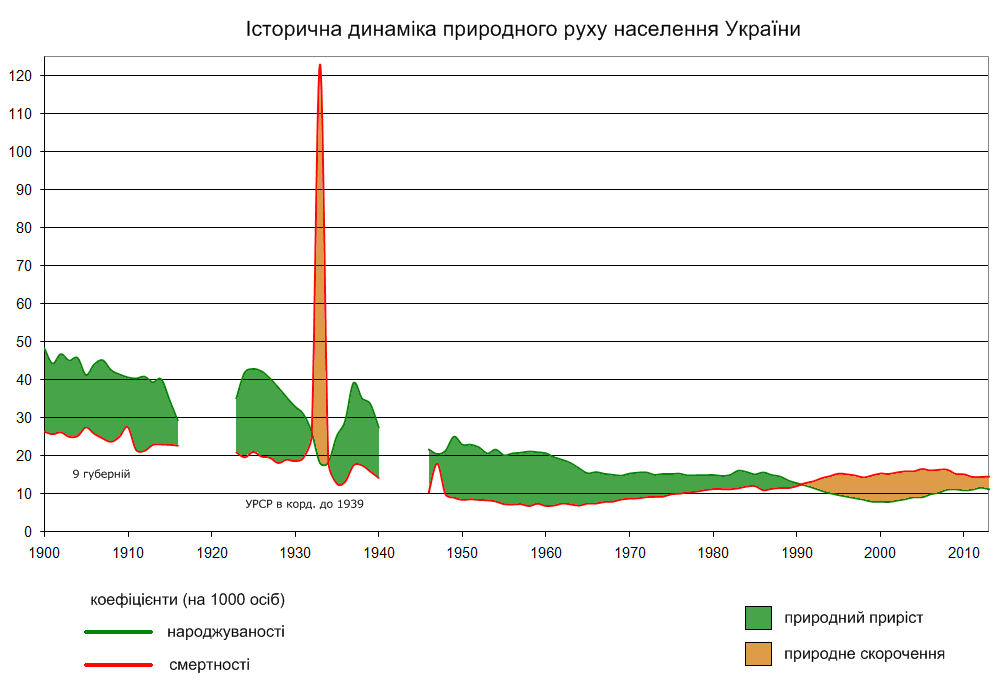
Історична динаміка природного руху населення України.

Наро́джуваність в Украї́ні — єдиний чинник природного розвитку населення і головний чинник утворення чисельності населення України.
У статті наведені демографічні абсолютні та відносні (коефіцієнти) показники народжуваності в Україні, зокрема: кількість народжень, загальний коефіцієнт народжуваності на 1000 осіб наявного населення (‰). Коефіцієнти вказано у проміле (‰) — кількість одиниць на 1 тисячу осіб і відсотками (%) — кількість на сто осіб. Коефіцієнт заміщення (сумарний коефіцієнт народжуваності або СКН) вказаний на одну жінку.
Подано також історичну динаміку показників народжуваності та коефіцієнт народжуваності за віком матері, як відношення кількості народжених дітей до чисельності жінок репродуктивного віку, рівень абортів, позашлюбної народжуваності.
| Рік                                       | 1860  | 1896  | 1906  | 1913    | 1925    | 1940    | 1950  | 1955  | 1960  | 1965  | 1970  |
| ----------------------------------------- | ----- | ----- | ----- | ------- | ------- | ------- | ----- | ----- | ----- | ----- | ----- |
| Кількість народжень, тисяч                | —     | —     | —     | ~1500,0 | ~1400,0 | ~1100,0 | 841,4 | 790,1 | 870,6 | 690,5 | 716,3 |
| Коефіцієнт народжуваності на 1000 осіб, ‰ | ~50,0 | ~47,5 | ~44,0 | ~40,0   | ~38,0   | 27,3    | 22,8  | 20,0  | 20,5  | 15,3  | 15,2  |
| Коефіцієнт фертильності на 1 жінку        | —     | —     | —     | ~6,00   | 5,39    | —       | 2,81  | —     | 2,24  | —     | 2,10  |

| Рік | 1975  | 1980  | 1985  | 1990  | 1995  | 2000  | 2005  | 2010  | 2015¹ | 2020¹ |
| --- | ----- | ----- | ----- | ----- | ----- | ----- | ----- | ----- | ----- | ----- |
| Кількість народжень, тисяч                                                                                           | 738,1 | 740,6 | 764,2 | 657,2 | 492,9 | 385,1 | 428,3 | 497,7 | 411,8 | 293,4 |
| Коефіцієнт народжуваності на 1000 осіб, ‰                                                                            | 15,1  | 14,8  | 15,0  | 12,7  | 9,6   | 7,8   | 9,0   | 15,2  | 10,7  | 8,1   |
| Коефіцієнт фертильності на 1 жінку                                                                                   | —     | 1,95  | —     | 1,85  | 1,40  | 1,12  | 1,21  | 1,44  | 1,51  | 1,22  |
| ¹ Без урахування тимчасово окупованої території АР Крим, м. Севастополя та даних по Донецькій і Луганській областях. |       |       |       |       |       |       |       |       |       |       |

|  | На цьому місці має відображатися графік чи діаграма, однак з технічних причин його відображення наразі вимкнено. Будь ласка, не видаляйте код, який викликає це повідомлення. Розробники вже працюють для того, щоби відновити штатне функціонування цього графіка або діаграми. |

|  | На цьому місці має відображатися графік чи діаграма, однак з технічних причин його відображення наразі вимкнено. Будь ласка, не видаляйте код, який викликає це повідомлення. Розробники вже працюють для того, щоби відновити штатне функціонування цього графіка або діаграми. |

|  | На цьому місці має відображатися графік чи діаграма, однак з технічних причин його відображення наразі вимкнено. Будь ласка, не видаляйте код, який викликає це повідомлення. Розробники вже працюють для того, щоби відновити штатне функціонування цього графіка або діаграми. |

Коефіцієнт фертильності (сумарний коефіцієнт народжуваності (СКН) — показник рівня народжуваності, що показує середню кількість можливих народжень у кожної жінки в репродуктивному віці (15—49 років). Для простого заміщення поколінь сумарний коефіцієнт народжуваності має бути не нижчим за 2,13—2,15. Падіння народжуваності нижче від рівня відтворення в Україні відбулося у 1963 році, коли група жінок з вищим віковим коефіцієнтом  була 1929—43 років народження, тобто мала Голодомор (1932—33), Другу світову війну (1939—45). За ~25 років (зміна вікової групи жінок репродуктивного віку) на початку 1990-х Україна вже мала природне скорочення населення через низьку народжуваність в середині 1960-х років.
За оцінкою 2020 року, що враховує тимчасово окуповані території, коефіцієнт материнської смертності — 17 смертей на 100 000 живонароджених (133-ме місце у світі). Дитяча смертність становила 7,33 на 1000 живонароджених: хлопчиків — 8,26 ‰, дівчаток — 6,33 ‰ (157-ме місце у світі), за оцінкою 2022 року, що враховує тимчасово окуповані території.
У січні 2022 року в Україні народилося 18 062 немовлят. За 9 місяців повномасштабної війни РФ у 2022 році в Україні зареєстровано 152 тисячі пологів, ця кількість зменшилася на 36 тисяч порівняно з таким самим періодом 2021 року.
За півроку 2023 в Україні народилося 96 755 дітей, з них 47 129 дівчаток та 49 626 хлопчиків. Це на 28% менше порівняно з відповідним періодом 2021 року, коли народилось 135 079 дітей, та менше, ніж на у відповідний період 2022. Це найбільший спад за весь час незалежності. Попередній антипік також був пов’язаний із війною — у 2015 показники народжуваності впали аж на 12 % за рік.
Показники народжуваності в країні знижуються з 2013 року — приблизно на 7 % на рік.
Станом на ранок 1 січня 2024 року було відомо, що з 24 лютого 2022 року в Україні російські військові вбили щонайменше 514 дітей, щонайменше 1172 дітей поранили, 2290 зниклих дітей розшукує Національна поліція України, 19546 дитини депортовані (примусово переселені) Російською Федерацією.

## Історична динаміка
| Губернія         | 1861— 1865 | 1876— 1880 | 1896— 1900 | 1911— 1913 |
| ---------------- | ---------- | ---------- | ---------- | ---------- |
| Волинська        | 46.9       | 48.6       | 48.0       | 39.5       |
| Катеринославська | 55.5       | 52.4       | 55.2       | 47.7       |
| Київська         | 46.7       | 51.3       | 47.7       | 37.5       |
| Подільська       | 45.7       | 47.9       | 46.2       | 36.7       |
| Полтавська       | 53.8       | 46.3       | 45.0       | 36.5       |
| Таврійська       | 49.0       | 49.6       | 47.5       | 42.8       |
| Харківська       | 53.1       | 49.7       | 50.4       | 43.9       |
| Херсонська       | 53.5       | 44.9       | 48.1       | 39.8       |
| Чернігівська     | 54.9       | 46.1       | 47.2       | 39.7       |

До 1860—70-х років українські землі характеризувалися традиційним типом народжуваності, яка була надзвичайно високою. У 1859—1863 роках вона становила приблизно 50 народжень на 1000 осіб. В цей же час народжуваність у європейських державах була значно меншою — 40‰ в Австрії та Прусії, 35—36‰ в Італії та Великій Британії, 32—33‰ в Швеції та Норвегії і тільки 27‰ у Франції.
Найбільшою народжуваність була у лівобережних та степових губерніях (50—55 народжень на 1000 осіб). Дещо менше (45—47‰) було у правобережних губерніях, населення яких мало більший відсоток народів з нижчими показниками народжуваності: євреїв, поляків, німців та інших. З цієї ж причини меншою була народжуваність і на території західної України у складі Австро-Угорщини.
Економічне зростання та швидка урбанізація наприкінці XIX століття призводили до поступового зменшення народжуваності, хоча абсолютна кількість народжень постійно зростала. З 1860 по 1913 роки кількість народжень зросла більше ніж удвічі. У 1906 році на українських землях народилося приблизно 1 мільйон 460 тисяч дітей, з них 1 мільйон 243,3 тисяч в межах губерній Російської імперії і 210—220 тисяч — в Австро-Угорщині. До 1911 року кількість народжень в російській частині збільшилася — до 1 мільйон 260 тисяч, хоча коефіцієнт народжуваності зменшився — з 44‰ до 40 на 1000 осіб. Кількість народжень на західно-українських землях майже не змінювалась через велику перенаселенність та еміграцію.
Незважаючи на значне скорочення коефіцієнту народжуваності (приблизно з 50‰ до 40‰ за 1860—1910 роки), розрив народжуваності між українськими землями та європейськими країнами збільшився. Так у 1911—1914 роках коефіцієнт народжуваності у Німеччині становив 28‰, Швеції і Великій Британії — 24‰, у Франції тільки 19‰.
Найбільша народжуваність у 1911 році, як і в середині XIX століття, спостерігалася у південно-східних губерніях — Катеринославській (51.3‰), Харківській (45.6‰). Найнижчою вона була у Чернігівській (37.7‰), Полтавській (36.9‰), Волинській (37.7‰) та Подільській (31.1‰), в яких проживала значна кількість народів з порівняно низькою народжуваністю (у 1910 році в губерніях Європейської частини імперії народжуваність серед православних та мусульман становила 47.1‰, католиків — 30.5‰, а серед протестантів та євреїв тільки 22.3‰ і 21.7‰ відповідно).
Перша світова війна, громадянська війна призвели до катастрофічного зниження народжуваності, яка у 1919 році зменшилась на третину порівняно з 1913 роком. Довоєнний рівень народжуваності відновився у 1925 році, але з кінця 1920-х років знову почав знижуватися. 
Стрімка урбанізація України у XX столітті, руйнуючи усталену поведінку людей, вплинула на активність природних репродуктивних функцій.
Коефіцієнт фертильності в УРСР за 1925—1929 роки зменшився з 5,4 до 4,2 і продовжував зменшуватись. Після Другої світової війни в Україні проведено чотири радянські переписи населення України: 1959, 1970, 1979, 1989 років. У 1958—1959 роках в УРСР коефіцієнт фертильності (2,3) був одним з найнижчих у СРСР і за цим показником поступався всім республікам за винятком Латвії (1,94) та Естонії (1,95). У 1963 році коефіцієнт фертильності опустився нижче рівня відтворення населення (2,06 на одну жінку), відповідно у 1990-і роки спад народжуваності значно прискорився. На початку XXI століття коефіцієнт фертильності в Україні став одним із найнижчих у Європі — 1,08 у 2001 році, проти 1,84 у 1990 році.
Російсько-українська війна (з 2014), 24 лютого — 18 червня 2022 року 307 423 дитини за заявою російського посадовця Мізинцева М. Є. російські військові вивезли з України в Російську Федерацію під час російського вторгнення.
За неповними, проте підтвердженими даними, на 14 грудня 2022 у РФ перебувало понад 12 тисяч українських дітей, з них близько 8600 — примусово депортовані за інформацією українського омбудсмена Дмитра Лубінця. Точну чисельність примусово вивезених з України дітей встановити неможливо через війну, що триває.
187 387 дітей народилося в Україні у 2023 році. Це на 32% менше, ніж у 2021 році: тоді народилось 273 772 немовляти.
Остання «хвиля» скорочення народжуваності спостерігається в Україні з 2013 року.

У перший рік вторгнення кількість новонароджених різко скоротилась на 25%, до 206 тисяч дітей. Для порівняння, у період з 2010 по 2013 роки в Україні народжувалось близько півмільйона дітей на рік. У столиці наразі народжується найбільше дітей. На другому місці Львівщина — 16 638 новонароджених торік. Замикає трійку лідерів Дніпропетровщина — 14 433 новонароджених.
| Рік | Кількість народжень | Коефіцієнт народжуваності, на 1000 населення, ‰ | Чисельність жінок 15—49 років | Коефіцієнт народжуваності, на 1000 жінок 15—49 років | Коефіцієнт фертильності, на 1 жінку |
| --- | ------------------- | ----------------------------------------------- | ----------------------------- | ---------------------------------------------------- | ----------------------------------- |
| 1860 | —                   | ~50,0                                           | —                             | —                                                    | —                                   |
| ⋮ |                     |                                                 |                               |                                                      |                                     |
| 1891–1900 | 1 415 000           | 49,8                                            |                               |                                                      | 7,4                                 |
| 1901–1910 | 1 514 000           | 45,7                                            |                               |                                                      | 6,6                                 |
| 1911–1920 | 1 266 000           | 35,2                                            |                               |                                                      | 4,9                                 |
| 1921–1930 | 1 432 000           | 38,0                                            |                               |                                                      | 4,6                                 |
| 1931–1940 | 1 197 000           | 29,8                                            |                               |                                                      | 3,3                                 |
| 1941–1950 | 766 000             | 21,9                                            |                               |                                                      | 2,4                                 |
| ⋮ |                     |                                                 |                               |                                                      |                                     |
| 1955 | 790 100             | 20,0                                            |                               |                                                      | 2,2                                 |
| ⋮ |                     |                                                 |                               |                                                      |                                     |
| 1959 | 870 600             | 20,5                                            | 12 359 000                    |                                                      | 2,24                                |
| ⋮ |                     |                                                 |                               |                                                      |                                     |
| 1965 | 690 500             | 15,3                                            |                               |                                                      | 1,9                                 |
| ⋮ |                     |                                                 |                               |                                                      |                                     |
| 1970 | 716 300             | 15,2                                            | 12 805 000                    |                                                      | 2,10                                |
| ⋮ |                     |                                                 |                               |                                                      |                                     |
| 1975 | 738 100             | 15,1                                            |                               |                                                      | 2,10                                |
| ⋮ |                     |                                                 |                               |                                                      |                                     |
| 1980 | 740 600             | 14,8                                            |                               |                                                      | 1,95                                |
| ⋮ |                     |                                                 |                               |                                                      |                                     |
| 1985 | 764 200             | 15,0                                            |                               |                                                      | 2,0                                 |
| ⋮ |                     |                                                 |                               |                                                      |                                     |
| 1989 | 690 981             | 13,3                                            | 12 415 353                    | 55,8                                                 | 1,94                                |
| 1990 | 657 202             | 12,6                                            | 12 342 267                    | 53,3                                                 | 1,85                                |
| 1991 | 630 813             | 12,1                                            | 12 317 174                    | 51,2                                                 | 1,78                                |
| 1992 | 596 785             | 11,4                                            | 12 326 422                    | 48,2                                                 | 1,67                                |
| 1993 | 557 467             | 10,7                                            | 12 449 529                    | 44,6                                                 | 1,56                                |
| 1994 | 521 545             | 10,0                                            | 12 570 813                    | 41,4                                                 | 1,47                                |
| 1995 | 492 861             | 9,6                                             | 12 609 151                    | 38,9                                                 | 1,40                                |
| 1996 | 467 211             | 9,2                                             | 12 704 814                    | 36,8                                                 | 1,34                                |
| 1997 | 442 581             | 8,7                                             | ▼ 12 683 469                  | 34,9                                                 | 1,27                                |
| 1998 | 419 238             | 8,4                                             | 12 680 198                    | 33,1                                                 | 1,21                                |
| 1999 | 389 208             | 7,8                                             | 12 677 707                    | 30,8                                                 | 1,13                                |
| 2000 | 385 126             | 7,8                                             | 12 623 071                    | 30,6                                                 | 1,12                                |
| 2001 | 376 478             | 7,7                                             | 12 582 673                    | 29,8                                                 | 1,08                                |
| 2002 | ▲ 390 688           | ▲ 8,1                                           | 12 542 987                    | ▲ 31,2                                               | ▲ 1,1                               |
| 2003 | 408 589             | 8,5                                             | 12 516 737                    | 32,7                                                 | 1,17                                |
| 2004 | 427 259             | 9,0                                             | 12 488 947                    | 34,3                                                 | 1,22                                |
| 2005 | 426 086             | 9,0                                             | 12 414 771                    | 34,4                                                 | 1,21                                |
| 2006 | 460 368             | 9,8                                             | 12 342 731                    | 37,5                                                 | 1,31                                |
| 2007 | 472 657             | 10,2                                            | 12 238 397                    | 38,8                                                 | 1,35                                |
| 2008 | 510 589             | 11,0                                            | 12 114 772                    | 42,4                                                 | 1,46                                |
| 2009 | 512 525             | 11,1                                            | 11 960 858                    | 43,1                                                 | 1,47                                |
| 2010 | 497 689             | 10,8                                            | 11 796 157                    | 42,5                                                 | 1,44                                |
| 2011 | 502 595             | 11,0                                            | 11 612 547                    | 43,6                                                 | 1,46                                |
| 2012 | 520 705             | 11,4                                            | 11 438 785                    | 45,9                                                 | 1,53                                |
| 2013 | ▼ 503 657           | ▼ 11,1                                          | 11 273 916                    | ▼ 45,0                                               | ▼ 1,51                              |
| 2014 ¹ | 465 882             | 10,8                                            | 11 105 927                    | 44,5                                                 | 1,50                                |
| 2015 ¹ | 411 781             | 10,7                                            | 10 394 904                    | 44,2                                                 | 1,51                                |
| 2016 ¹ | 397 037             | 10,3                                            | 10 260 831                    | 42,7                                                 | 1,47                                |
| 2017 ¹ | 363 987             | 9,4                                             | 10 120 498                    | 39,6                                                 | 1,37                                |
| 2018 ¹ | 335 874             | 8,7                                             | 9 998 457                     | 36,9                                                 | 1,30                                |
| 2019 ¹ | 308 817             | 8,1                                             | 9 883 639                     | 34,3                                                 | 1,23                                |
| 2020 ¹ | 293 457             | 7,8                                             | 9 784 933                     | 33,4                                                 | 1,22                                |
| 2021 ¹ | 271 984             | 7,3                                             | 9 659 887                     | 31,3                                                 | 1,16                                |
| Рік | Кількість народжень | Коефіцієнт народжуваності, на 1000 населення, ‰ | Чисельність жінок 15—49 років | Коефіцієнт народжуваності, на 1000 жінок 15—49 років | Коефіцієнт фертильності, на 1 жінку |
| ¹ Без урахування тимчасово окупованої території АР Крим, м. Севастополя та даних по Донецькій і Луганській областях. |                     |                                                 |                               |                                                      |                                     |

## Коефіцієнт фертильності (або СКН)

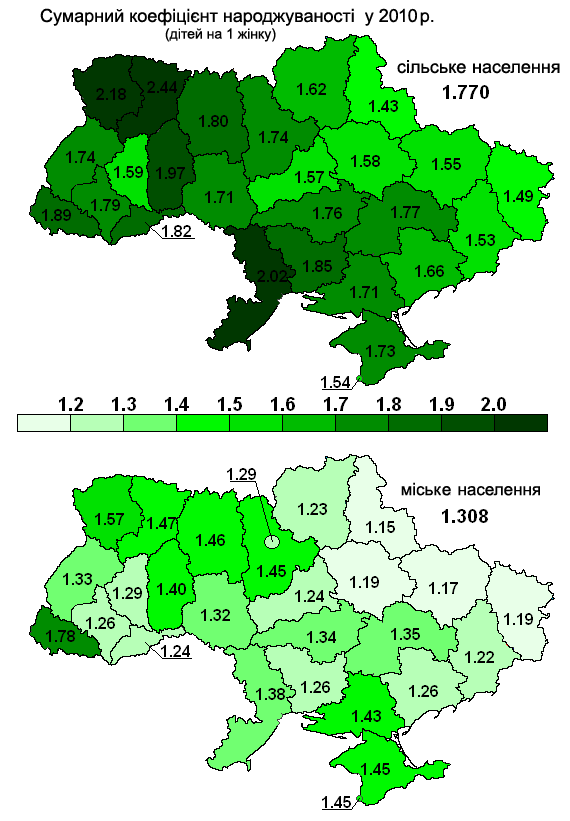
Коефіцієнт фертильності міського та сільського населення у 2010 році.

Сумарний коефіцієнт народжуваності — показує середню кількість народжень кожною жінкою упродовж репродуктивного віку незалежно від зовнішніх факторів і смертності. Для відновлення поколінь коефіцієнт має дорівнювати 2,13—2,15, оскільки не всі діти доживають до повноліття. Цей показник в демографічних дослідженнях вважається найбільш коректним індикатором результатів репродуктивної діяльності населення.
З критичної позначки СКН у 2001 року — 1,08 до 1,23 у 2019 році відбулась хвиля збільшення показника, коли у 2012 році він досяг позначки 1,53.
З 2002 року народжуваність почала збільшуватися, за 2002—2009 роки кількість народжень збільшилась на 36% і перевищила рівень 1995 року. На 34% збільшився і коефіцієнт фертильності, досягнувши у 2009 році майже 1,5 народжень на 1 жінку репродуктивного віку.
У 2012 році коефіцієнт фертильності (або СКН) в Україні становив 1,53 на одну жінку. Традиційно він є вищим у сільського населення (1,87 проти 1,39 у міського). Порівняно з 1989 роком коефіцієнт фертильності до 2012 року скоротився на 21% — з 1,92 на жінку. Найвищий сумарний коефіцієнт народжуваності характерний для західних областей, найнижчий — для східних.
У 2012 році найвищий сумарний коефіцієнт народжуваності (СКН) спостерігався серед сільського населення Рівненської (2,65), Волинської (2,30), Одеської (2,14) областей — на рівні відтворення населення. Найнижчий рівень народжуваності був характерний для міського населення Харківської (1,25), Чернігівської (1,27), Сумської та Чернівецької (1,28) областей.
У 2023 році Інститут демографії та соцдосліджень ім. Птухи має надію показника СКН на рівні 0,8.
| регіон                    | все населення | міське населення | сільське населення |
| ------------------------- | ------------- | ---------------- | ------------------ |
| Автономна Республіка Крим | 1,68          | 1,56             | 1,88               |
| Вінницька область         | 1,59          | 1,43             | 1,79               |
| Волинська область         | 1,92          | 1,61             | 2,30               |
| Дніпропетровська область  | 1,52          | 1,46             | 1,82               |
| Донецька область          | 1,34          | 1,32             | 1,60               |
| Житомирська область       | 1,71          | 1,56             | 1,96               |
| Закарпатська область      | 1,95          | 1,85             | 2,01               |
| Запорізька область        | 1,46          | 1,35             | 1,83               |
| Івано-Франківська область | 1,63          | 1,36             | 1,85               |
| Київська область          | 1,67          | 1,57             | 1,82               |
| Кіровоградська область    | 1,61          | 1,49             | 1,82               |
| Луганська область         | 1,33          | 1,30             | 1,49               |
| Львівська область         | 1,58          | 1,41             | 1,85               |
| Миколаївська область      | 1,57          | 1,37             | 1,98               |
| Одеська область           | 1,71          | 1,49             | 2,14               |
| Полтавська область        | 1,40          | 1,28             | 1,61               |
| Рівненська область        | 2,08          | 1,58             | 2,65               |
| Сумська область           | 1,36          | 1,28             | 1,54               |
| Тернопільська область     | 1,50          | 1,34             | 1,65               |
| Харківська область        | 1,32          | 1,25             | 1,62               |
| Херсонська область        | 1,61          | 1,49             | 1,79               |
| Хмельницька область       | 1,62          | 1,46             | 1,88               |
| Черкаська область         | 1,43          | 1,30             | 1,63               |
| Чернівецька область       | 1,64          | 1,28             | 1,95               |
| Чернігівська область      | 1,40          | 1,27             | 1,68               |
| місто Київ                | 1,38          | 1,38             |                    |
| Севастополь (міськрада)   | 1,62          |                  |                    |
| Україна                   | 1,53          | 1,39             | 1,87               |

| Коефіцієнт фертильності в Україні (на 1 жінку) | Коефіцієнт фертильності в Україні (на 1 жінку) | Коефіцієнт фертильності в Україні (на 1 жінку) | Коефіцієнт фертильності в Україні (на 1 жінку) | Коефіцієнт фертильності в Україні (на 1 жінку) | Коефіцієнт фертильності в Україні (на 1 жінку) | Коефіцієнт фертильності в Україні (на 1 жінку) | Коефіцієнт фертильності в Україні (на 1 жінку) | Коефіцієнт фертильності в Україні (на 1 жінку) | Коефіцієнт фертильності в Україні (на 1 жінку) | Коефіцієнт фертильності в Україні (на 1 жінку) | Коефіцієнт фертильності в Україні (на 1 жінку) | Коефіцієнт фертильності в Україні (на 1 жінку) | Коефіцієнт фертильності в Україні (на 1 жінку) | Коефіцієнт фертильності в Україні (на 1 жінку) | Коефіцієнт фертильності в Україні (на 1 жінку) | Коефіцієнт фертильності в Україні (на 1 жінку) |
| Рік | Рік                                            | Рік                                            | Рік                                            | Рік                                            | Рік                                            | Рік                                            | Рік                                            | Рік                                            | Рік                                            | Рік                                            | Рік                                            | Рік                                            | Рік                                            | Рік                                            | Рік                                            | Рік                                            |
| --- | ---------------------------------------------- | ---------------------------------------------- | ---------------------------------------------- | ---------------------------------------------- | ---------------------------------------------- | ---------------------------------------------- | ---------------------------------------------- | ---------------------------------------------- | ---------------------------------------------- | ---------------------------------------------- | ---------------------------------------------- | ---------------------------------------------- | ---------------------------------------------- | ---------------------------------------------- | ---------------------------------------------- | ---------------------------------------------- |
| |                                                |                                                |                                                |                                                |                                                |                                                |                                                |                                                |                                                |                                                |                                                |                                                |                                                |                                                |                                                |                                                |
| 1913 | …                                              | 1925                                           | 1927                                           | 1929                                           | …                                              | 1950                                           | 1951                                           | 1952                                           | 1953                                           | 1954                                           | 1955                                           | 1956                                           | 1957                                           | 1958                                           | 1959                                           | 1960                                           |
| ~6,00 | …                                              | 5,39                                           | 4,96                                           | 4,24                                           | …                                              | 2,81                                           | 2,76                                           | 2,64                                           | 2,41                                           | 2,48                                           | 2,70                                           | 2,29                                           | 2,29                                           | 2,30                                           | 2,29                                           | 2,24                                           |
| |                                                |                                                |                                                |                                                |                                                |                                                |                                                |                                                |                                                |                                                |                                                |                                                |                                                |                                                |                                                |                                                |
| 1961 | 1962                                           | 1963                                           | 1964                                           | 1965                                           | 1966                                           | 1967                                           | 1968                                           | 1969                                           | 1970                                           | 1971                                           | 1972                                           | 1973                                           | 1974                                           | 1975                                           | 1976                                           | 1977                                           |
| 2,17 | 2,14                                           | 2,06                                           | 1,96                                           | 1,99                                           | 2,02                                           | 2,01                                           | 1,99                                           | 2,04                                           | 2,10                                           | 2,12                                           | 2,08                                           | 2,04                                           | 2,04                                           | 2,02                                           | 1,99                                           | 1,94                                           |
| |                                                |                                                |                                                |                                                |                                                |                                                |                                                |                                                |                                                |                                                |                                                |                                                |                                                |                                                |                                                |                                                |
| 1978 | 1979                                           | 1980                                           | 1981                                           | 1982                                           | 1983                                           | 1984                                           | 1985                                           | 1986                                           | 1987                                           | 1988                                           | 1989                                           | 1990                                           | 1991                                           | 1992                                           | 1993                                           | 1994                                           |
| 1,96 | 1,96                                           | 1,95                                           | 1,93                                           | 1,94                                           | 2,11                                           | 2,08                                           | 2,02                                           | 2,13                                           | 2,07                                           | 2,04                                           | 1,92                                           | 1,85                                           | 1,77                                           | 1,67                                           | 1,56                                           | 1,47                                           |
| |                                                |                                                |                                                |                                                |                                                |                                                |                                                |                                                |                                                |                                                |                                                |                                                |                                                |                                                |                                                |                                                |
| 1995 | 1996                                           | 1997                                           | 1998                                           | 1999                                           | 2000                                           | 2001                                           | 2002                                           | 2003                                           | 2004                                           | 2005                                           | 2006                                           | 2007                                           | 2008                                           | 2009                                           | 2010                                           | 2011                                           |
| 1,40 | 1,36                                           | 1,27                                           | 1,21                                           | 1,13                                           | 1,12                                           | 1,08                                           | 1,10                                           | 1,17                                           | 1,22                                           | 1,21                                           | 1,31                                           | 1,35                                           | 1,46                                           | 1,47                                           | 1,44                                           | 1,46                                           |
| |                                                |                                                |                                                |                                                |                                                |                                                |                                                |                                                |                                                |                                                |                                                |                                                |                                                |                                                |                                                |                                                |
| 2012 | 2013                                           | 2014¹                                          | 2015²                                          | 2016²                                          | 2017²                                          | 2018²                                          | 2019²                                          | 2020²                                          | 2021²                                          |                                                |                                                |                                                |                                                |                                                |                                                |                                                |
| 1,53 | 1,51                                           | 1,50                                           | 1,51                                           | 1,47                                           | 1,37                                           | 1,30                                           | 1,23                                           | 1,22                                           | 1,16                                           |                                                |                                                |                                                |                                                |                                                |                                                |                                                |
| |                                                |                                                |                                                |                                                |                                                |                                                |                                                |                                                |                                                |                                                |                                                |                                                |                                                |                                                |                                                |                                                |
| Примітки: ¹ Без урахування тимчасово окупованої території АР Крим, м. Севастополя та адміністративних даних частини тимчасово окупованих територій у Донецькій та Луганській областях. ² Без урахування тимчасово окупованої території АР Крим, м. Севастополя та даних по Донецькій і Луганській областях. |                                                |                                                |                                                |                                                |                                                |                                                |                                                |                                                |                                                |                                                |                                                |                                                |                                                |                                                |                                                |                                                |

Коефіцієнт фертильності в українських областях (на 1 жінку)
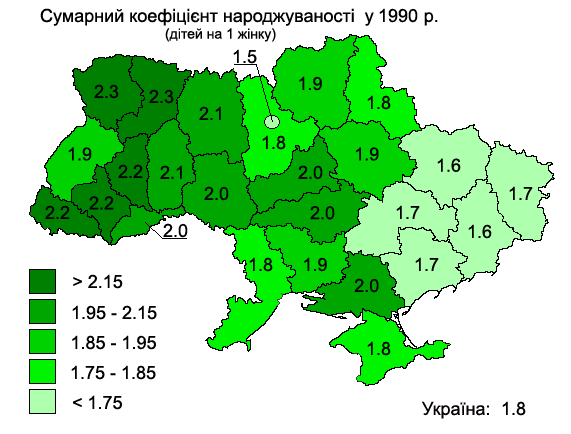
1990 рік
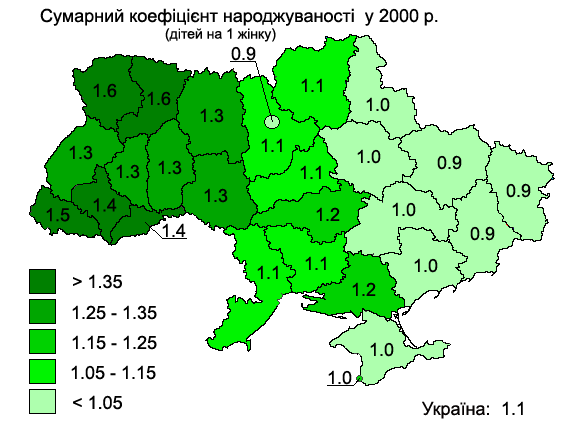
2000 рік
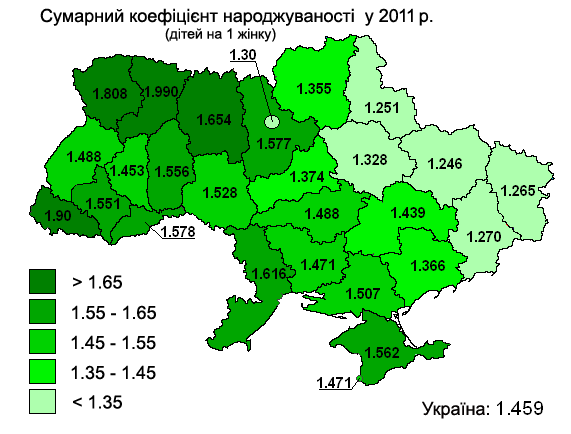
2011 рік
2020 рік¹

Примітка: ¹Здійснення розрахунку коефіцієнта є некоректним у зв'язку з відсутністю інформації по частині тимчасово окупованих територій.
| рік регіон | 2011 | 2012 | 2013  | 2015¹ | 2017¹ | 2019¹ | 2021¹ |
| --- | ---- | ---- | ----- | ----- | ----- | ----- | ----- |
| Автономна Республіка Крим | 1,56 | 1,68 | ▼1,66 | —     | —     | —     | —     |
| Вінницька область | 1,53 | 1,59 | ▼1,53 | 1,50  | 1,36  | 1,20  | 1,14  |
| Волинська область | 1,81 | 1,92 | ▼1,86 | 1,74  | 1,62  | 1,48  | 1,45  |
| Дніпропетровська область | 1,44 | 1,52 | ▼1,51 | 1,48  | 1,29  | 1,11  | 1,03  |
| Донецька область | 1,27 | 1,34 | ▼1,32 | —     | —     | —     | —     |
| Житомирська область | 1,65 | 1,71 | ▼1,68 | 1,60  | 1,42  | 1,23  | 1,14  |
| Закарпатська область | 1,87 | 1,95 | ▼1,93 | 1,82  | 1,64  | 1,52  | 1,53  |
| Запорізька область | 1,37 | 1,46 | ▼1,43 | 1,39  | 1,25  | 1,09  | 0,98  |
| Івано-Франківська область | 1,55 | 1,63 | ▼1,60 | 1,54  | 1,36  | 1,28  | 1,15  |
| Київська область | 1,58 | 1,67 | ▼1,64 | 1,65  | 1,41  | 1,19  | 1,07  |
| Кіровоградська область | 1,51 | 1,61 | ▼1,57 | 1,49  | 1,30  | 1,12  | 1,04  |
| Луганська область | 1,27 | 1,33 | ▼1,30 | —     | —     | —     | —     |
| Львівська область | 1,49 | 1,58 | ▼1,55 | 1,51  | 1,39  | 1,26  | 1,17  |
| Миколаївська область | 1,47 | 1,57 | ▼1,55 | 1,45  | 1,34  | 1,12  | 1,05  |
| Одеська область | 1,62 | 1,71 | ▼1,65 | 1,62  | 1,54  | 1,33  | 1,28  |
| Полтавська область | 1,33 | 1,41 | ▼1,40 | 1,39  | 1,21  | 1,05  | 1     |
| Рівненська область | 1,99 | 2,08 | ▼2,00 | 1,89  | 1,74  | 1,53  | 1,51  |
| Сумська область | 1,25 | 1,36 | ▼1,30 | 1,30  | 1,13  | 0,97  | 0,88  |
| Тернопільська область | 1,45 | 1,50 | ▼1,48 | 1,40  | 1,25  | 1,12  | 1,08  |
| Харківська область | 1,25 | 1,32 | ▬1,32 | 1,29  | 1,17  | 1,02  | 0,93  |
| Херсонська область | 1,51 | 1,61 | ▼1,60 | 1,55  | 1,43  | 1,27  | 1,14  |
| Хмельницька область | 1,56 | 1,62 | ▼1,61 | 1,59  | 1,39  | 1,26  | 1,16  |
| Черкаська область | 1,37 | 1,43 | ▼1,38 | 1,38  | 1,23  | 1,03  | 1     |
| Чернівецька область | 1,58 | 1,64 | ▼1,63 | 1,56  | 1,43  | 1,30  | 1,3   |
| Чернігівська область | 1,36 | 1,40 | ▼1,37 | 1,34  | 1,18  | 1,03  | 0,95  |
| місто Київ | 1,29 | 1,38 | ▼1,36 | 1,50  | 1,54  | 1,48  | 1,43  |
| Севастополь (міськрада) | 1,47 | 1,62 | ▼1,58 | —     | —     | —     | —     |
| Україна | 1,46 | 1,53 | ▼1,51 | 1,51  | 1,37  | 1,23  | 1,16  |
| ¹ Без урахування тимчасово окупованої території АР Крим, м. Севастополя та даних по Донецькій і Луганській областях (здійснення розрахунку коефіцієнту у Донецькій та Луганській областях є некоректним через відсутність інформації по частині тимчасово окупованих територій). |      |      |       |       |       |       |       |

| рік регіон                | 1991 | 1993 | 1995 | 1997 | 1999 | 2001 | 2003  | 2005 | 2007 | 2009 | 2011 | 2012 | 2013  |
| ------------------------- | ---- | ---- | ---- | ---- | ---- | ---- | ----- | ---- | ---- | ---- | ---- | ---- | ----- |
| Автономна Республіка Крим | 1,71 | 1,39 | 1,25 | 1,13 | 1,03 | 1,03 | ▲1,15 | 1,21 | 1,38 | 1,55 | 1,56 | 1,68 | ▼1,66 |
| Вінницька область         | 1,98 | 1,75 | 1,63 | 1,51 | 1,32 | 1,20 | ▲1,27 | 1,28 | 1,37 | 1,51 | 1,53 | 1,59 | ▼1,53 |
| Волинська область         | 2,12 | 2,11 | 1,81 | 1,71 | 1,55 | 1,48 | ▲1,51 | 1,58 | 1,71 | 1,88 | 1,81 | 1,92 | ▼1,86 |
| Дніпропетровська область  | 1,65 | 1,42 | 1,24 | 1,11 | 1,00 | 0,98 | ▲1,09 | 1,17 | 1,30 | 1,45 | 1,44 | 1,52 | ▼1,51 |
| Донецька область          | 1,54 | 1,31 | 1,12 | 1,01 | 0,89 | 0,88 | ▲0,94 | 1,03 | 1,15 | 1,29 | 1,27 | 1,34 | ▼1,32 |
| Житомирська область       | 2,08 | 1,94 | 1,69 | 1,55 | 1,33 | 1,22 | ▲1,33 | 1,39 | 1,48 | 1,60 | 1,65 | 1,71 | ▼1,68 |
| Закарпатська область      | 2,22 | 2,02 | 1,81 | 1,64 | 1,45 | 1,40 | ▲1,49 | 1,58 | 1,67 | 1,83 | 1,87 | 1,95 | ▼1,93 |
| Запорізька область        | 1,66 | 1,41 | 1,23 | 1,15 | 1,00 | 1,00 | ▲1,10 | 1,16 | 1,26 | 1,36 | 1,37 | 1,46 | ▼1,43 |
| Івано-Франківська область | 2,14 | 1,98 | 1,81 | 1,67 | 1,44 | 1,33 | ▲1,36 | 1,42 | 1,50 | 1,60 | 1,55 | 1,63 | ▼1,60 |
| Київська область          | 1,71 | 1,54 | 1,40 | 1,28 | 1,07 | 1,05 | ▲1,14 | 1,26 | 1,39 | 1,59 | 1,58 | 1,67 | ▼1,64 |
| Кіровоградська область    | 1,92 | 1,72 | 1,52 | 1,34 | 1,18 | 1,12 | ▲1,20 | 1,23 | 1,34 | 1,49 | 1,51 | 1,61 | ▼1,57 |
| Луганська область         | 1,68 | 1,44 | 1,20 | 1,02 | 0,90 | 0,88 | ▲0,95 | 0,99 | 1,12 | 1,25 | 1,27 | 1,33 | ▼1,30 |
| Львівська область         | 1,89 | 1,76 | 1,63 | 1,48 | 1,31 | 1,24 | ▲1,30 | 1,36 | 1,41 | 1,51 | 1,49 | 1,58 | ▼1,55 |
| Миколаївська область      | 1,85 | 1,60 | 1,47 | 1,32 | 1,13 | 1,07 | ▲1,17 | 1,20 | 1,31 | 1,45 | 1,47 | 1,57 | ▼1,55 |
| Одеська область           | 1,73 | 1,53 | 1,37 | 1,23 | 1,10 | 1,12 | ▲1,21 | 1,31 | 1,42 | 1,58 | 1,62 | 1,71 | ▼1,65 |
| Полтавська область        | 1,77 | 1,52 | 1,37 | 1,24 | 1,09 | 0,99 | ▲1,06 | 1,08 | 1,22 | 1,35 | 1,33 | 1,41 | ▼1,40 |
| Рівненська область        | 2,21 | 2,20 | 1,96 | 1,86 | 1,66 | 1,52 | ▲1,57 | 1,64 | 1,76 | 1,92 | 1,99 | 2,08 | ▼2,00 |
| Сумська область           | 1,71 | 1,49 | 1,35 | 1,21 | 1,06 | 0,99 | ▲1,00 | 1,01 | 1,15 | 1,24 | 1,25 | 1,36 | ▼1,30 |
| Тернопільська область     | 2,15 | 1,93 | 1,79 | 1,61 | 1,39 | 1,23 | ▲1,26 | 1,31 | 1,36 | 1,48 | 1,45 | 1,50 | ▼1,48 |
| Харківська область        | 1,52 | 1,27 | 1,14 | 1,04 | 0,93 | 0,91 | ▲0,97 | 1,03 | 1,12 | 1,25 | 1,25 | 1,32 | ▬1,32 |
| Херсонська область        | 1,91 | 1,69 | 1,53 | 1,38 | 1,21 | 1,12 | ▲1,22 | 1,22 | 1,38 | 1,50 | 1,51 | 1,61 | ▼1,60 |
| Хмельницька область       | 2,00 | 1,83 | 1,67 | 1,51 | 1,33 | 1,24 | ▲1,29 | 1,32 | 1,43 | 1,56 | 1,56 | 1,62 | ▼1,61 |
| Черкаська область         | 1,89 | 1,65 | 1,47 | 1,38 | 1,19 | 1,06 | ▲1,13 | 1,12 | 1,25 | 1,35 | 1,37 | 1,43 | ▼1,38 |
| Чернівецька область       | 2,02 | 1,80 | 1,71 | 1,59 | 1,43 | 1,29 | ▲1,30 | 1,38 | 1,40 | 1,53 | 1,58 | 1,64 | ▼1,63 |
| Чернігівська область      | 1,73 | 1,58 | 1,37 | 1,28 | 1,12 | 1,05 | ▲1,13 | 1,14 | 1,23 | 1,34 | 1,36 | 1,40 | ▼1,37 |
| місто Київ                | 1,39 | 1,11 | 1,04 | 0,95 | 0,87 | 0,91 | ▲0,98 | 1,11 | 1,16 | 1,30 | 1,29 | 1,38 | ▼1,36 |
| Севастополь (міськрада)   | ...  | ...  | 1,10 | 1,02 | 0,95 | 1,02 | ▲1,15 | 1,29 | 1,36 | 1,45 | 1,47 | 1,62 | ▼1,58 |
| Україна                   | 1,78 | 1,56 | 1,40 | 1,27 | 1,13 | 1,08 | ▲1,15 | 1,21 | 1,32 | 1,45 | 1,46 | 1,53 | ▼1,51 |

| Населення | Середній коефіцієнт | повна вища | базова вища | неповна вища | повна загальна середня | базова загальна середня | початкова загальна | без початкової освіти |
| --------- | ------------------- | ---------- | ----------- | ------------ | ---------------------- | ----------------------- | ------------------ | --------------------- |
| Міське    | 1,7                 | 1,5        | 1,4         | 1,7          | 1,7                    | 2,0                     | 2,2                | 2,4                   |
| Сільське  | 2,3                 | 1,9        | 1,7         | 2,0          | 2,2                    | 2,5                     | 2,7                | 2,8                   |
| Все       | 1,9                 | 1,6        | 1,4         | 1,7          | 1,9                    | 2,2                     | 2,5                | 2,6                   |

## Народжуваність за віковими групами
| ріквік | 1991  | 1994  | 1997  | 2000 | 2003 | 2006 | 2009 | 2012 | 2015¹ | 2018¹ | 2021¹ |
| --- | ----- | ----- | ----- | ---- | ---- | ---- | ---- | ---- | ----- | ----- | ----- |
| 15—19 | 60,3  | 57,0  | 46,2  | 32,1 | 29   | 29,5 | 31,2 | 27,0 | 27,3  | 19,7  | 13,8  |
| 20—24 | 156,9 | 126,1 | 108,6 | 94,9 | 92,3 | 92,2 | 94,8 | 88,8 | 92,3  | 73,3  | 61,5  |
| 25—29 | 82,4  | 67,8  | 61,4  | 57,8 | 67,1 | 79,4 | 89,0 | 94,7 | 91,8  | 80,3  | 73,1  |
| 30—34 | 37,9  | 29,6  | 26,4  | 26,5 | 33,0 | 42,7 | 54,1 | 61,9 | 58,8  | 54,3  | 51,5  |
| 35—39 | 13,9  | 10,9  | 9,4   | 8,7  | 10,9 | 15,5 | 21,5 | 26,4 | 27,3  | 26,4  | 25,1  |
| 40—44 | 3,1   | 2,4   | 1,9   | 1,9  | 2,0  | 2,5  | 3,8  | 5,1  | 5,6   | 6,1   | 6,0   |
| 45—49 | 0,1   | 0,2   | 0,1   | 0,1  | 0,1  | 0,1  | 0,2  | 0,3  | 0,4   | 0,7   | 0,8   |
| 15—49 | 51,2  | 41,4  | 34,9  | 30,6 | 32,7 | 37,5 | 43,1 | 45,1 | 44,2  | 36,9  | 31,3  |
| ¹ Без урахування тимчасово окупованої території АР Крим, м. Севастополя та даних по Донецькій і Луганській областях. |       |       |       |      |      |      |      |      |       |       |       |

| Вікові коефіцієнти народжуваності в Україні у 1991—2021¹ роках | |
| --- | --- |
| На цьому місці має відображатися графік чи діаграма, однак з технічних причин його відображення наразі вимкнено. Будь ласка, не видаляйте код, який викликає це повідомлення. Розробники вже працюють для того, щоби відновити штатне функціонування цього графіка або діаграми. | |
| | На цьому місці має відображатися графік чи діаграма, однак з технічних причин його відображення наразі вимкнено. Будь ласка, не видаляйте код, який викликає це повідомлення. Розробники вже працюють для того, щоби відновити штатне функціонування цього графіка або діаграми. |

Графіки 1994—2000 років разом з показником середньої черговості народжень свідчать про формування однодітної моделі сім’ї.
| вік | міські поселення | сільські поселення |
| --- | ---------------- | ------------------ |
| 15—19 | 10,6             | 25,6               |
| 20—24 | 54,6             | 85,8               |
| 25—29 | 74,4             | 79,7               |
| 30—34 | 53,9             | 48,3               |
| 35—39 | 25,9             | 25,1               |
| 40—44 | 6,5              | 5,4                |
| 45—49 | 1,0              | 0,3                |
| 15—49 | 31,21            | 38,0               |
| ¹ Без урахування тимчасово окупованої території АР Крим, м. Севастополя та даних по Донецькій і Луганській областях. |                  |                    |

## Регіональні відмінності

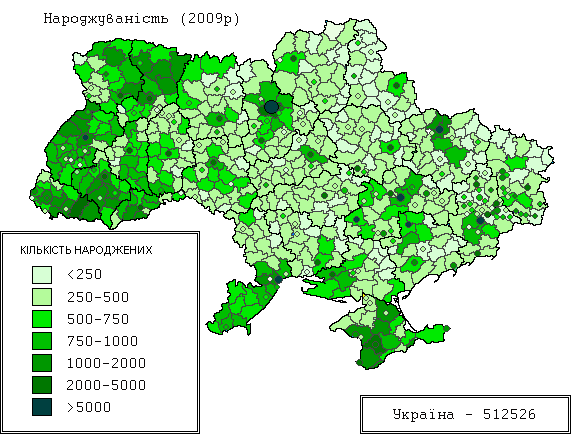
Кількість народжень за адмістративними одиницями у 2009 році.

Загальний коефіцієнт народжуваності в Україні склав у 2009 році 11.1‰ на 1000 осіб населення. Народжуваність у сільській місцевості є традиційно вищою — у 2008 році — 11.6‰ на 1000 осіб проти 10.8‰ у міських поселеннях.
Найнижча народжуваність спостерігається у північних та східних областях Сумській (9.1‰), Чернігівській (9.4‰), Луганській (9.3‰), Донецькій (9.7‰), найвища — у західних областях — Рівненській (15.2‰), Волинській(14.7‰), Закарпатській (14.6‰). У 2009 році найбільша на народжуваність в Україні була зафіксована у Рокитнівському районі Рівненської області — 22,3‰ на 1000 осіб (24,0‰ у 2008 році). Найнижча — у Недригайлівському районі Сумської області — 7.2‰ (7.4‰ у 2008 році). 

Коефіцієнт народжуваності у районах та містах
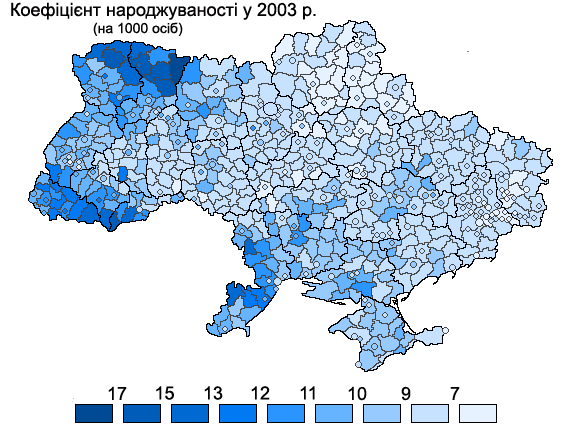
2003 рік.
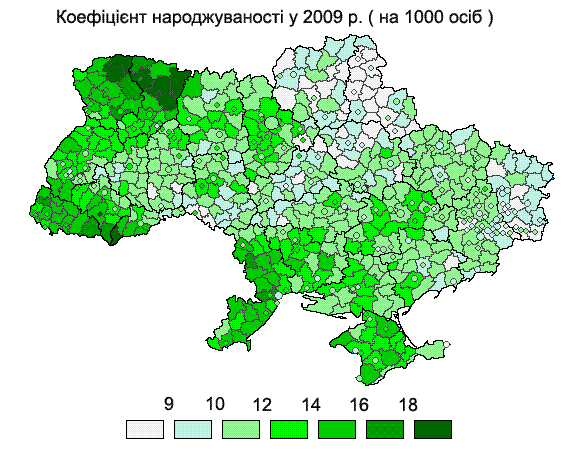
2009 рік.
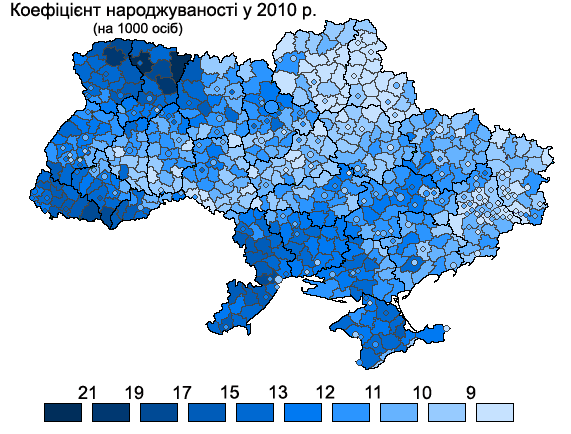
2010 рік.

| регіон                    | 1950 | 1960 | 1970 | 1990 | 1992 | 1994 | 1996 | 2000 | 2004 | 2008 | 2012 | 2014 |
| ------------------------- | ---- | ---- | ---- | ---- | ---- | ---- | ---- | ---- | ---- | ---- | ---- | ---- |
| Автономна Республіка Крим | 23,0 | 20,6 | 16,0 | 13,0 | 10,9 | 9,3  | 8,0  | 7,3  | 9,0  | 11,9 | 12,6 |      |
| Вінницька область         | 22,4 | 19,2 | 14,2 | 12,4 | 11,9 | 10,7 | 10,3 | 8,4  | 9,0  | 10,8 | 11,2 | 10,9 |
| Волинська область         | 24,7 | 25,0 | 17,9 | 15,3 | 15,0 | 13,7 | 12,5 | 11,2 | 11,9 | 14,8 | 14,8 | 14,1 |
| Дніпропетровська область  | 20,4 | 20,4 | 15,1 | 12,3 | 10,6 | 9,2  | 8,0  | 7,1  | 8,9  | 11,0 | 11,2 | 11,1 |
| Донецька область          | 27,1 | 21,4 | 14,0 | 10,9 | 9,4  | 8,2  | 7,0  | 6,1  | 7,6  | 9,8  | 9,8  | 8,2  |
| Житомирська область       | 26,1 | 22,3 | 15,9 | 12,9 | 12,8 | 11,8 | 10,8 | 8,9  | 9,8  | 11,3 | 12,2 | 12,0 |
| Закарпатська область      | 31,4 | 27,3 | 20,7 | 16,8 | 16,1 | 13,8 | 12,8 | 11,5 | 12,4 | 14,7 | 15,1 | 14,6 |
| Запорізька область        | 21,9 | 19,7 | 15,0 | 12,4 | 10,7 | 9,2  | 8,1  | 7,1  | 8,5  | 10,3 | 10,6 | 10,6 |
| Івано-Франківська область | 24,3 | 24,8 | 18,2 | 15,5 | 14,4 | 13,1 | 12,2 | 10,3 | 10,7 | 12,3 | 12,4 | 12,2 |
| Київська область          | 20,4 | 18,9 | 15,6 | 12,3 | 11,1 | 9,9  | 9,2  | 7,3  | 9,0  | 11,7 | 12,2 | 12,1 |
| Кіровоградська область    | 21,6 | 17,1 | 14,5 | 12,6 | 11,9 | 10,7 | 9,6  | 7,9  | 8,6  | 10,2 | 11,0 | 10,8 |
| Луганська область         | 26,2 | 23,5 | 14,4 | 11,6 | 10,1 | 8,4  | 7,2  | 6,2  | 7,3  | 9,5  | 9,6  | 5,1  |
| Львівська область         | 23,4 | 24,0 | 17,1 | 14,0 | 13,2 | 11,7 | 11,1 | 9,1  | 10,1 | 11,3 | 11,9 | 11,9 |
| Миколаївська область      | 21,1 | 19,4 | 15,5 | 13,7 | 12,3 | 10,7 | 9,6  | 8,0  | 9,0  | 11,2 | 11,5 | 11,2 |
| Одеська область           | 24,1 | 19,2 | 14,8 | 12,6 | 11,4 | 10,0 | 9,2  | 8,0  | 9,6  | 12,0 | 12,7 | 12,3 |
| Полтавська область        | 18,6 | 16,3 | 13,1 | 11,8 | 10,8 | 9,5  | 8,8  | 7,0  | 7,5  | 9,7  | 9,9  | 10,0 |
| Рівненська область        | 26,9 | 26,7 | 19,3 | 15,8 | 15,4 | 14,5 | 13,2 | 11,8 | 12,5 | 14,8 | 15,9 | 14,8 |
| Сумська область           | 21,6 | 18,4 | 13,2 | 11,5 | 10,5 | 9,2  | 8,4  | 7,0  | 7,2  | 9,1  | 9,7  | 9,2  |
| Тернопільська область     | 21,3 | 21,6 | 15,7 | 14,2 | 13,8 | 12,3 | 11,5 | 9,2  | 9,9  | 11,3 | 11,3 | 10,9 |
| Харківська область        | 19,7 | 17,3 | 14,0 | 11,4 | 9,8  | 8,3  | 7,6  | 6,8  | 8,0  | 9,8  | 9,9  | 10,1 |
| Херсонська область        | 20,8 | 21,4 | 16,6 | 14,3 | 13,0 | 11,1 | 9,8  | 8,5  | 9,1  | 11,3 | 11,7 | 11,5 |
| Хмельницька область       | 23,4 | 19,8 | 14,8 | 12,9 | 12,4 | 11,1 | 10,6 | 8,5  | 9,1  | 11,0 | 11,3 | 11,2 |
| Черкаська область         | 20,5 | 17,9 | 14,4 | 12,3 | 11,4 | 10,0 | 9,3  | 7,5  | 7,7  | 9,5  | 10,0 | 9,8  |
| Чернівецька область       | 24,7 | 21,8 | 17,0 | 14,8 | 14,0 | 12,8 | 12,1 | 10,1 | 10,6 | 12,2 | 12,8 | 12,9 |
| Чернігівська область      | 22,0 | 18,3 | 12,7 | 10,8 | 9,8  | 8,8  | 8,2  | 6,9  | 7,5  | 8,9  | 9,4  | 9,0  |
| Київ                      |      | 17,4 | 15,9 | 12,0 | 9,7  | 8,1  | 7,6  | 7,3  | 9,8  | 11,6 | 12,0 | 12,1 |
| Севастополь (міськрада)   |      |      |      | 12,5 | 9,6  | 7,6  | 6,9  | 7,0  | 9,7  | 11,0 | 12,0 |      |
| Україна                   | 22,8 | 20,5 | 15,2 | 12,6 | 11,4 | 10,0 | 9,2  | 7,8  | 9,0  | 11,0 | 11,4 | 10,8 |

### Статистика абортів

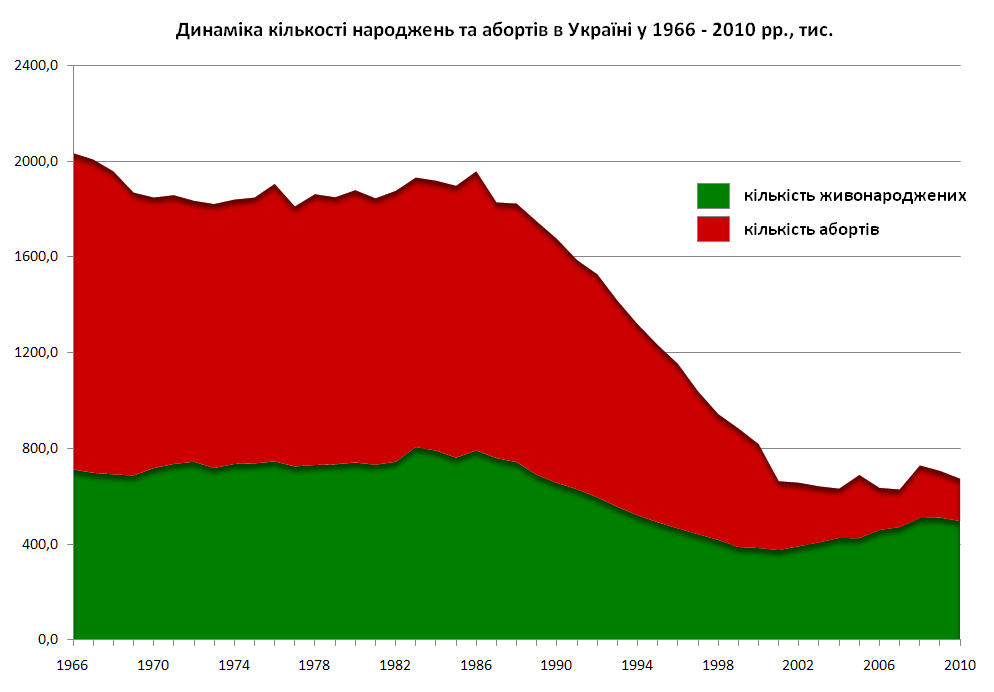
Народження і аборти в Україні у 1966–2010 роках (вертикальна вісь — сумарна кількість народжень і абортів).

Від 1936 до 1955 року аборти були заборонені.
Динаміка кількості абортів в Україні / УРСР, тисяч
- 1960 — 1213,3
- 1970 — 1130,1
- 1980 — 1137,4
- 1990 — 1019,0
- 2000 — 434,2
- 2010 — 176,8
- 2020 — 64,6

| 1960 | 1966 | 1970 | 1975 | 1980 | 1985 | 1990 | 1995 | 1997 | 2000 | 2002 | 2004 | 2006 | 2008 | 2010 | 2011 | 2012 | 2013 | 2014 | 2015 |
| ---- | ---- | ---- | ---- | ---- | ---- | ---- | ---- | ---- | ---- | ---- | ---- | ---- | ---- | ---- | ---- | ---- | ---- | ---- | ---- |
| 138  | 185  | 157  | 150  | 153  | 149  | 155  | 150  | 135  | 113  | 68   | 48   | 38   | 43   | 36   | 34   | 29   | 29   | 25   | 26   |

### Сурогатне материнство
Альтруїстичне (допоміжне) сурогатне материнство офіційно стало легальним в Україні з 2002 року після зміни законодавства та регулювання застосування допоміжних репродуктивних технологій. За статистичними даними, за 2021 рік в Україні налічувалося близько 500 сурогатних вагітностей.

### Репродуктивний туризм
Комерційне сурогатне материнство (репродуктивний туризм або сурогатний туризм із країн, де сурогатне материнство є забороненим) на 2021 рік фактично дозволене в Україні.

## Народжуваність, сім'я та домогосподарство
Чисельність постійного населення
від 15 років за статтю та віком, 2001 рік
Домогосподарство — це сукупність осіб, які спільно проживають, забезпечують себе всім необхідним для життя, ведуть спільне господарство, повністю або частково об’єднують і витрачають кошти. Ці особи можуть перебувати в родинних стосунках або стосунках свояцтва, не перебувати в будь-яких із цих стосунків або бути і в тих, і в інших стосунках. Домогосподарство може складатися з однієї особи.
Діти — особи у віці до 18 років, які не перебувають у шлюбі.
За переписом населення у 2001 році постійне населення у віці 15 років і старші: чоловіки — 45,3 %, жінки — 54,7 %;

перебувають у зареєстрованому та незареєстрованому шлюбі: чоловіки — 64,6 %, жінки — 54 %;

що ніколи не перебували у шлюбі: чоловіки — 24,3 %, жінки — 16,1 %.
| кількість осіб      | 2001 рік | 2021 рік |
| ------------------- | -------- | -------- |
| одна особа          | 25,9     | 18,1     |
| дві особи           | 26,5     | 36,4     |
| три особи           | 22,0     | 25,6     |
| чотири особи        | 15,9     | 12,5     |
| п'ять і більше осіб | 9,7      | 7,4      |

| кількість дітей      | 1989 рік | 2001 рік | 2020 рік |
| -------------------- | -------- | -------- | -------- |
| одна дитина          | 52,1     | 64,1     | 79,4     |
| дві дитини           | 39,5     | 30,2     | 18,1     |
| три дитини           | 6,4      | 4,3      | 2,2      |
| чотири дитини        | 1,3      | 0,9      | 0,2      |
| п'ять і більше дітей | 0,7      | 0,5      | 0,1      |

### Позашлюбна народжуваність

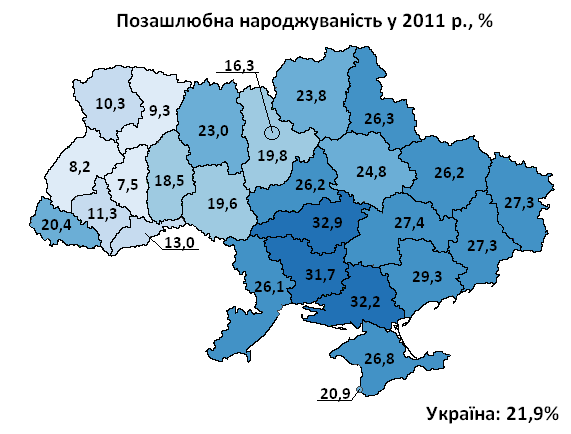
Позашлюбна народжуваність у 2011 році.

Позашлюбна народжуваність міського населення у 2011 році — 21,1% (максимальна 32,2—32,9% у Херсонській та Кіровоградській областях, мінімальна 7,5—8,2% у Тернопільській та Львівській областях). Позашлюбна народжуваність сільського населення у 2011 році — 23,3% (максимальна 40,0—41,4% у Миколаївській та Кіровоградській областях, мінімальна 7,5—7,6% у Львівській та Тернопільській областях).
| область           | все населення | міське населення | сільське населення |
| ----------------- | ------------- | ---------------- | ------------------ |
| Кіровоградська    | 32,9          | 27,3             | 41,4               |
| Херсонська        | 32,2          | 28,3             | 37,5               |
| Миколаївська      | 31,7          | 26,6             | 40,0               |
| Запорізька        | 29,3          | 26,4             | 37,5               |
| Дніпропетровська  | 27,4          | 25,6             | 35,6               |
| Донецька          | 27,3          | 26,6             | 33,5               |
| Луганська         | 27,3          | 26,4             | 33,2               |
| Крим              | 26,8          | 25,7             | 28,3               |
| Сумська           | 26,3          | 23,0             | 33,4               |
| Харківська        | 26,2          | 23,9             | 34,7               |
| Черкаська         | 26,2          | 23,4             | 30,0               |
| Одеська           | 26,1          | 22,3             | 31,7               |
| Полтавська        | 24,8          | 21,4             | 29,7               |
| Чернігівська      | 23,8          | 19,8             | 31,2               |
| Житомирська       | 23,0          | 19,2             | 28,1               |
| Севастополь       | 20,9          | 20,8             | 22,2               |
| Закарпатська      | 20,4          | 27,7             | 16,3               |
| Київська          | 19,8          | 17,8             | 23,0               |
| Вінницька         | 19,6          | 15,5             | 24,0               |
| Хмельницька       | 18,5          | 14,8             | 23,3               |
| Київ              | 16,3          | 16,3             |                    |
| Чернівецька       | 13,0          | 12,7             | 13,2               |
| Івано-Франківська | 11,3          | 10,9             | 11,5               |
| Волинська         | 10,3          | 10,6             | 10,1               |
| Рівненська        | 9,3           | 10,0             | 8,9                |
| Львівська         | 8,2           | 8,7              | 7,5                |
| Тернопільська     | 7,5           | 7,4              | 7,6                |

| рік                          | 1970 | 1980 | 1985 | 1990 | 1995 | 2000 | 2005 | 2010 | 2015 |
| ---------------------------- | ---- | ---- | ---- | ---- | ---- | ---- | ---- | ---- | ---- |
| позашлюбна народжуваність, % | 9,2  | 8,8  | 8,3  | 11,2 | 13,2 | 17,3 | 21,4 | 21,9 | 20,6 |

## Демографічні політики різних держав щодо розвитку
Демографічна політика — система заходів спрямованих на заохочування населення до відтворення.
- Україна, природний рух — Концепція сімейної політики України.

- Болгарія — коефіцієнт заміщення (СКН) нижче рівня відтворення з 1980 року. Демографічна політика Болгарії — програма уряду на період 2017—2021 роки є першою системною працею в цьому напрямку.

- Велика Британія, природний рух — коефіцієнт заміщення (СКН) нижче рівня відтворення з 1973 року. Держава надає людям інформацію та засоби, необхідні для того, щоб зробити їхні рішення ефективними. З цією метою уряд надає допомогу в плануванні сім'ї в рамках Національної служби здоров'я. Імміграція перевищує природні зміни.

- Іспанія, природний рух — коефіцієнт заміщення (СКН) нижче рівня відтворення з 1981 року.

- Італія, природний рух — коефіцієнт заміщення (СКН) нижче рівня відтворення з 1977 року.

- Німеччина, природний рух — коефіцієнт заміщення (СКН) нижче рівня відтворення з 1970 року. Лібералізація законодавства для гастарбайтерів дала можливість багатьом залишитися в Німеччині. За останні 70 років декілька хвиль імміграції перевищили природні зміни з надлишком смертей.  Зі зростанням імміграції спостерігається й зростання чисельності населення. Через низьку народжуваність є орієнтація на багатодітне суспільство, що сприятиме розвитку сім'ї, розвитку дітей та молоді (наталізм). Для жінок створюються умови праці, наприклад, неповний робочий день[42], та інші заходи.

- Польща, природний рух — коефіцієнт заміщення (СКН) нижче рівня відтворення з 1989 року. За демогафічного переходу має повільну урбанізацію у XX столітті — задля порівняння, в Україні у 1979 році 60,8 %, у Польщі у 1990—2017 роках 61,8—60,1 % міського населення. Тепер — жорсткість законодавства з заборони абортів і вибіркове пом'якшення законодавства до іммігрантів.

- Румунія, природний рух — коефіцієнт заміщення (СКН) нижче рівня відтворення з 1990 року (з погіршенням ситуації у 1962—66 роках).

- РФ, природний рух — коефіцієнт заміщення (СКН) нижче рівня відтворення з 1967 року (з покращенням ситуації у 1986—88 роках). З війною (2014—23) у 2022 році РФ вивезла десятки тисяч дітей з України та не дає інформацію про них.[43] На січень 2023 компромісом у домовленостях є умова російської сторони — вірогідне з'єднання української родини, натомість російська влада приховує інформацію про наявність дитини із України, якщо російські військові вбили всіх родичів та близьких дитини і ніхто не розшукує дитину.[44]

- Угорщина, природний рух — коефіцієнт заміщення (СКН) нижче рівня відтворення з 1959 року (з покращенням ситуації у 1974—77 роках) — наслідок політики влади на початку XX століття з крайніми заходами. Тепер влада Угорщини фінансує угорські громади в сусідніх країнах.[45]